# Bistrica (fiume Albania)
Bistrica è il nome di un fiume lungo circa 25 km situato nella parte sudoccidentale dell'Albania.
Il fiume nasce sul massiccio del Mali i Gjerë e scorre in direzione sudovest, la principale alimentazione del corso d'acqua è la sorgente carsica di Syri i Kaltër. Poco più a vale uno sbarramento dà origine ad un lago artificiale, il Liqen i Bistricës. Dalla sorgente fino all'ingresso nella pianura di Vurgo, nei pressi di Finiq e Mesopotam, il fiume scorre in una stretta vallata fra le montagne. Nella stessa vallata si trova anche la strada di collegamento tra Saranda e Argirocastro.
In origine il fiume sfociava nel lago di Butrinto che è collegato al mare tramite il canale di Vivari. In seguito a lavori di bonifica delle pianure costiere nel 1958 il corso del fiume venne deviato e venne creato il canale Çuka attraverso il quale il fiume sfocia direttamente nel Mar Ionio poco a sud di Saranda.